# 神岡交流道
神岡交流道為臺灣國道四號的交流道，位於臺灣臺中市神岡區，指標為9k。2001年11月16日往神岡方向通車；2018年9月21日往后里方向通車。
|  | 9 神岡 | 后里 神岡 |

## 月眉西側南向聯絡道路
由臺中市政府與內政部、交通部協調分工，辦理月眉西側南向聯外道路路堤段工程，公路總局代辦這兩件工程跨大甲溪橋梁及引道段工程，高速公路局負責月眉西側南向聯外道路神岡交流道匝道及聯絡道工程施作，道路總長約4.5公里，寬約30公尺，北起后里區甲后路（市道132號），往南經舊社農場，跨越大甲溪銜接至神岡交流道，總經費約41億1400萬元新臺幣，可疏緩國道一號及台13線於后里路段的交通負荷。
月眉西側南向聯絡道路已於2018年9月21日全線通車，全線命名為后神路，跨越大甲溪的高架橋樑段命名「新廣大橋」。

## 外部連結
- 國道四號神岡交流道示意圖（交通部高速公路局）